# Linfa (botanica)

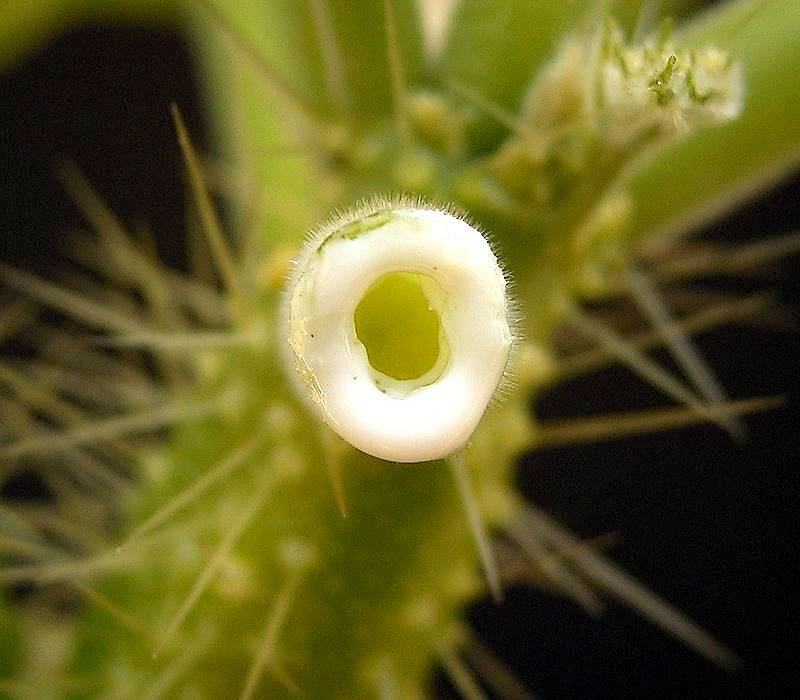
Linfa fuoriuscita dal gambo reciso dell'Euphorbiacea Cnidoscolus urens.

La linfa, chiamata anche umore, è un liquido tipico dei vegetali. Ha composizione variabile a seconda delle necessità della pianta, della temperatura, della variabilità delle stagioni e altri fattori e viene distribuito all'interno della pianta come linfa grezza attraverso lo xilema e come linfa elaborata attraverso il floema.

## Linfa grezza
La linfa grezza o xilematica è costituita prevalentemente da sali minerali e acqua; fluisce dalle radici verso l'alto attraverso i vasi conduttori xilematici con una velocità di circa 15 metri/ora. Le venature si ramificano in ogni foglia disponendo i vasi xilematici appressati a ciascuna cellula, garantendo in questo modo un efficiente sistema di distribuzione. La linfa silematica sale contro la forza di gravità dalle radici verso foglie e germogli grazie a due meccanismi: pressione radicale e trazione.

## Linfa elaborata
La linfa elaborata o floematica è una soluzione acquosa caratterizzata dalla presenza di saccarosio, la cui concentrazione può raggiungere il 30% in peso dell'intera soluzione. La linfa floematica può inoltre contenere amminoacidi, sostanze minerali e ormoni. Al contrario della unidirezionalità del trasporto della linfa xilematica, la direzione con cui si sposta la linfa flemmatica è più variabile (traslocazione).